# Manuel Gogorza Lechuga
Manuel Antonio Silverio Gogorza Lechuga (Maracaibo, Zulia, Venezuela, 19 de junio de 1785-Valencia, Venezuela, 10 de julio de 1814) fue un militar venezolano que combatió y murió durante la guerra de independencia de su país.

## Biografía
Hijo de Manuel José Gogorza y Muñoz de Coires y Braulia Benedicta Lechuga y Ortega de Azarraullia. Tenía dos hermanas llamadas Teresa y Josefa. Unido a la revolución de 1810, es secretario de Guerra y Marina de Francisco Yépez Roldán y alférez ayudante mayor en la Junta Revolucionaria de Mérida. Ante la llegada de las tropas realistas huye a Cúcuta, ahí se une como capitán el 27 de mayo de 1813.
Combate contra los realistas durante la Campaña Admirable en Betijoque (1 de junio), Escuque (2 de junio), El Colorado (3 de junio), Ponemesa (4 de junio), Los Higuerones (12 de junio), Los Cuarteles, cerca de Carache (13 de junio), Agua de Obispo (18 de junio) y Niquitao (2 de julio). Es teniente coronel durante la batalla de Bárbula (30 de septiembre). Fue comandante del batallón de Exterminio de los llamados «Conciliadores, Desertores, Delatores, Judas, Traidores, Bandidos y Delincuentes», reprimiendo brutalmente a todo realista pardo que encontraba y población civil, sobre se le conoció por los rios de sangre en Ocumare del Tuy, conocido como el masacrador de Bolívar, matando a más de 500 «bandidos». Posteriormente fue oficial en la vanguardia del ejército patriota. El 2 de febrero de 1814 mata personalmente en combate al caudillo José Antonio Yáñez en la batalla de Ospino, llevando el batallón Valencia para reforzar a la guarnición republicana.
Murió el 10 de julio tras el segundo asedio de Valencia, cuando José Tomás Boves le fusiló (o fue empalado vivo, según la fuente) con otros oficiales que habían capitulado y a los que se les había prometido clemencia. Entre ellos estaban los tenientes Antonio Alcover, Valentín Cienfuegos, Francisco Ponce de León, Manuel París, Manuel de Cazorla y Joaquín Espinosa y el teniente coronel Félix Uzcátegui. Fue nombrado general póstumamente. El general Juan Escalona consiguió escabullirse y unirse a la Emigración a Oriente.